# Serquigny
Serquigny és un municipi francès situat al departament de l'Eure i a la regió de Normandia. L'any 2007 tenia 2.204 habitants.

## Demografia

### Població
El 2007 la població de fet de Serquigny era de 2.204 persones. Hi havia 934 famílies de les quals 266 eren unipersonals (87 homes vivint sols i 179 dones vivint soles), 309 parelles sense fills, 272 parelles amb fills i 87 famílies monoparentals amb fills.
La població ha evolucionat segons el següent gràfic:
Habitants censats

### Habitatges
El 2007 hi havia 1.007 habitatges, 939 eren l'habitatge principal de la família, 29 eren segones residències i 39 estaven desocupats. 824 eren cases i 183 eren apartaments. Dels 939 habitatges principals, 562 estaven ocupats pels seus propietaris, 363 estaven llogats i ocupats pels llogaters i 14 estaven cedits a títol gratuït; 8 tenien una cambra, 37 en tenien dues, 208 en tenien tres, 351 en tenien quatre i 335 en tenien cinc o més. 672 habitatges disposaven pel capbaix d'una plaça de pàrquing. A 511 habitatges hi havia un automòbil i a 314 n'hi havia dos o més.

### Piràmide de població
La piràmide de població per edats i sexe el 2009 era:
| Homes | Edats   | Dones |
| ----- | ------- | ----- |
| 0     | 95 o +  | 8     |
| 4     | 90 a 94 | 20    |
| 8     | 85 a 89 | 24    |
| 8     | 80 a 84 | 16    |
| 40    | 75 a 79 | 28    |
| 36    | 70 a 74 | 32    |
| 36    | 65 a 69 | 84    |
| 84    | 60 a 64 | 72    |
| 64    | 55 a 59 | 60    |
| 64    | 50 a 54 | 68    |
| 88    | 45 a 49 | 96    |
| 84    | 40 a 44 | 68    |
| 52    | 35 a 39 | 52    |
| 80    | 30 a 34 | 92    |
| 52    | 25 a 29 | 44    |
| 64    | 20 a 24 | 56    |
| 84    | 15 a 19 | 108   |
| 48    | 10 a 14 | 36    |
| 84    | 5 a 9   | 40    |
| 56    | 0 a 4   | 40    |

## Economia
El 2007 la població en edat de treballar era de 1.359 persones, 976 eren actives i 383 eren inactives. De les 976 persones actives 852 estaven ocupades (479 homes i 373 dones) i 124 estaven aturades (48 homes i 76 dones). De les 383 persones inactives 145 estaven jubilades, 98 estaven estudiant i 140 estaven classificades com a «altres inactius».

### Ingressos
El 2009 a Serquigny hi havia 904 unitats fiscals que integraven 2.116,5 persones, la mediana anual d'ingressos fiscals per persona era de 16.565 €.

### Activitats econòmiques
Dels 62 establiments que hi havia el 2007, 2 eren d'empreses alimentàries, 2 d'empreses de fabricació d'altres productes industrials, 9 d'empreses de construcció, 9 d'empreses de comerç i reparació d'automòbils, 4 d'empreses de transport, 7 d'empreses d'hostatgeria i restauració, 2 d'empreses financeres, 2 d'empreses immobiliàries, 4 d'empreses de serveis, 12 d'entitats de l'administració pública i 9 d'empreses classificades com a «altres activitats de serveis».
Dels 24 establiments de servei als particulars que hi havia el 2009, 1 era una gendarmeria, 1 oficina de correu, 2 oficines bancàries, 1 taller de reparació d'automòbils i de material agrícola, 2 autoescoles, 3 paletes, 2 fusteries, 3 lampisteries, 6 perruqueries, 1 restaurant, 1 agència immobiliària i 1 tintoreria.
Dels 7 establiments comercials que hi havia el 2009, 1 era una gran superfície de material de bricolatge, 1 una botiga de més de 120 m², 2 fleques, 1 una fleca, 1 una peixateria i 1 una joieria.
L'any 2000 a Serquigny hi havia 12 explotacions agrícoles que ocupaven un total de 560 hectàrees.

## Equipaments sanitaris i escolars
El 2009 hi havia 1 farmàcia i 1 ambulància.
El 2009 hi havia 1 escola maternal i 1 escola elemental.

## Poblacions més properes
El següent diagrama mostra les poblacions més properes.